# Liber Pontificalis
Liber Pontificalis (latinsko za 'papeška knjiga' ali Knjiga papežev) je knjiga biografij papežev od sv. Petra do 15. stoletja. Prvotna objava Liber Pontificalis se je ustavila pri papežu Hadrijanu II. (867–872) ali papežu Štefanu V. (885–891), vendar je bila pozneje dopolnjena v drugačnem slogu do papeža Evgena IV. (1431–1447) in nato papeža Pija II. (1458–1464). Čeprav je bil Liber Pontificalis citiran tako rekoč nekritično od 8. do 18. stoletja,  je bil podvržen intenzivnemu modernemu strokovnemu pregledu. Delo francoskega duhovnika Louisa Duchesnea (ki je sestavil glavno znanstveno izdajo) in drugih je poudarilo nekatere temeljne redakcijske motivacije različnih oddelkov, čeprav so ti interesi tako različni in raznoliki, da postanejo neverjetni trditve enega popularizatorja, da je »neuradni instrument papeške propagande«.
Naslov Liber Pontificalis sega v 12. stoletje, čeprav je postal aktualen šele v 15. stoletju, kanonski naslov dela pa od izdaje Duchesne v 19. stoletju. V najzgodnejših ohranjenih rokopisih se imenuje Liber episcopalis in quo continentur acta beatorum pontificum Urbis Romae ("škofovska knjiga, v kateri so vsebovana dejanja blaženih papežev mesta Rim"), pozneje pa Gesta ali Chronica pontificum.

## Avtorstvo
V srednjem veku je sveti Jeronim veljal za avtorja vseh biografij do papeža Damaza I. (366–383), ki temeljijo na apokrifnem pismu med svetim Hieronimom in papežem Damazom, objavljenem kot predgovor srednjeveškim rokopisom. Pripis izvira od Rabana Maurusa in ga ponavlja Martin iz Opave, ki je delo razširil v 13. stoletje. Drugi viri pripisujejo zgodnje delo Hegesipu in Ireneju, nadaljevanje pa Evzebiju Cezarejskem.
V 16. stoletju je Onofrio Panvinio pripisoval biografije po Damazu do papeža Nikolaja I. (858–867) Anastaziju Bibliothecariju; Anastazij se je kot avtor še naprej navajal vse do 17. stoletja, čeprav je to pripisovanje oporekalo več strokovnjakov kot Caesar Baronij, Ciampini, Schelstrate in drugi.
Sodobna razlaga, ki sledi razlagi Louisa Duchesneja je, da je bila Liber Pontificalis sestavljena postopoma in nesistematično in da je avtorstvo nemogoče določiti, z nekaj izjemami (npr. življenjepis papeža Štefana II. (752–757) do papeža "Primicerius" Krištofa; biografije papeža Nikolaja I. in papeža Hadrijana II. (867–872) Anastaziju). Duchesne in drugi so na začetek Liber Pontificalis vse do biografij papeža Feliksa III. (483–492) gledali kot na delo enega samega avtorja, ki je bil sodobnik papeža Anastazija II. (496–498) in se opira na Catalogus Liberianus, ki pa črpa iz papeškega kataloga Hipolita Rimskega  in Leoninskega kataloga, ki ni več ohranjen. Večina učenjakov meni, da je bila Liber Pontificalis prvič sestavljena v 5. ali 6. stoletju.
Zaradi uporabe vestiariuma, zapisov papeške zakladnice, so nekateri domnevali, da je bil avtor zgodnje Liber Pontificalis uradnik papeške zakladnice. Edward Gibbon je v Nazadovanju in propadu Rimskega cesarstva (Decline and Fall of the Roman Empire - 1788) povzel znanstveno soglasje tako, da so Liber Pontificalis sestavili »apostolski knjižničarji in notarji iz 8. in 9. stoletja«, pri čemer je samo zadnji del sestavil Anastazij.
Duchesne in drugi menijo, da je bil avtor prvega dodatka Liber Pontificalis sodobnik papeža Silverija (536–537), avtor drugega (ne nujno drugega) dodatka pa sodobnik papeža Konona (686–687). ), pri čemer so bili kasnejši papeži dodani posamezno in med njihovim vladanjem ali kmalu po njihovi smrti.

## Vsebina
Liber Pontificalis je prvotno vseboval samo imena rimskih škofov in trajanje njihovih pontifikatov. Vsako biografijo, ki je bila razširjena v 6. stoletju, sestavljajo: rojstno ime papeža in ime njegovega očeta, kraj rojstva, poklic pred povišanjem, dolžina papeževa, zgodovinske opombe različno temeljitosti, pomembne teološke objave in odloki, upravni mejniki (vključno z gradbenimi akcijami, zlasti rimskih cerkva), posvečenja, datum smrti, kraj pokopa in trajanje naslednjega sede vacante.
Papež Hadrijan II. (867–872) je zadnji papež, za katerega obstajajo ohranjeni rokopisi izvirne Liber Pontificalis: manjkajo biografije papeža Janeza VIII., papeža Marina I. in papeža Hadrijana III. in biografija papeža Štefana V. (885–891) je nepopolna. Od Štefana V. do 10. in 11. stoletja so zgodovinski zapisi izjemno skrajšani, običajno le s papeževim poreklom in trajanjem vladavine.

## Razširitev
Šele v 12. stoletju se je Liber Pontificalis sistematično nadaljevala, čeprav papeške biografije v vmesnem obdobju obstajajo tudi v drugih virih.

### Petrus Guillermi
Duchesne se sklicuje na delo Petrusa Guillermija iz 12. stoletja iz leta 1142 v samostanu St. Gilles kot Liber Pontificalis Petrus Guillermi (sin Viljema). Guillermijeva različica je večinoma kopirana iz drugih del z majhnimi dodatki ali izrezi iz papeških biografij Pandulfa, nečaka Huga iz Alatrija, ki pa je bila skoraj dobesedno kopirana iz originalne Liber Pontificalis (z opazno izjemo biografije papeža Leona IX.), nato iz drugih virov do papeža Honorija II. (1124–1130) in s sodobnimi podatki od papeža Pashala II. (1099–1118) do papeža Urbana II. (1088–1099).
Duchesne pripisuje Pandulfu vse biografije od papeža Gregorja VII. do Urbana II.,  medtem ko so prejšnji zgodovinarji, kot sta Giesebrecht in Watterich, biografije Gregorja VII., Viktorja III. in Urbana II. pripisali Petrusu Pisanu, poznejše biografije Pandulfu. Ti življenjepisi do tistih papeža Martina IV. (1281–1285) so ohranjeni le tako, kot jih je revidiral Petrus Guillermi v rokopisih samostana St. Gillesa, ki so bili vzeti iz Kronike Martina iz Opave.
V začetku 14. stoletja je neznani avtor nadgradil nadaljevanje Petrusa Guillermija in dodal biografije papežev Martina IV. († 1285) do Janeza XXII. (1316–1334) z informacijami, vzetimi iz Chronicon Pontificum Bernardusa Guidonisa, ki se je leta 1328 nenadoma ustavil.

### Boso
Kardinal-nečak papeža Hadrijana IV., kardinal Boso, je nameraval razširiti Liber Pontificalis od tam, kjer je končal s Štefanom V., čeprav je bilo njegovo delo objavljeno šele posthumno kot Gesta Romanorum Pontificum poleg Liber Censuum papeža Honorija III. Boso se je opiral na Boniza iz Sutrija za papeže od Janeza XII. do Gregorja VII. in pisal iz lastnih izkušenj o papežih od Gelazija II. (1118–1119) do Aleksandra III. (1179–1181).

### Zahodni razkol
Neodvisno nadaljevanje se je pojavilo v vladavini papeža Evgena IV. (1431–1447), ki je dodalo življenjepise od papeža Urbana V. (1362–1370) do papeža Martina V. (1417–1431), ki zajemajo obdobje zahodnega razkola. Kasnejša revizija tega nadaljevanja je bila razširjena pod papežem Evgenom IV.

### 15. stoletje
Dve zbirki papeških biografij iz 15. stoletja ostajata neodvisni, čeprav naj bi bili mišljeni kot nadaljevanje Liber Pontificalis. Prva sega od papežev Benedikta XII. (1334–1342) do Martina V. (1417–1431) ali v enem rokopisu do Evgena IV. (1431–1447). Drugi sega od papeža Urbana VI. (1378–1389) do papeža Pija II. (1458–1464).[2]

## Izdaje
Liber Pontificalis je prvi uredil Joannes Busaeus pod naslovom Anastasii bibliothecarii Vitæ seu Gesta. Romanorum Pontificum (Mainz, 1602). Novo izdajo, vključno z Anastazijevo Historia ecclesiastica, je uredil Fabrotti (Pariz, 1647). Drugo izdajo, ki ureja starejšo Liber Pontificalis do papeža Hadrijana II. in dodaja papeža Štefana VI., je sestavil p. Bianchini (4 zv., Rim, 1718–35; predviden peti zvezek se ni pojavil). Muratori je ponatisnil Bianchinijevo izdajo in dodal preostale papeže prek Janeza XXII. (Scriptores rerum Italicarum, III). Migne je ponovno objavil Bianchinijevo izdajo in dodal več dodatkov (P. L., CXXVII-VIII).
Sodobne izdaje vključujejo tiste Louisa Duchesneja (Liber Pontificalis. Texte, introduction et commentaire, 2 zv., Pariz, 1886–92) in Theodorja Mommsena (Gestorum Pontificum Romanorum pars I: Liber Pontificalis, Mon. Germ. hist., 98 Berlin, 18 ). Duchesne vključuje Annales Romani (1044–1187) v svojo izdajo Liber Pontificalis, ki se sicer opira na dve najzgodnejši znani različici dela (530 in 687). Mommsenova izdaja je nepopolna in sega le do leta 715. Prevodi in nadaljnji komentarji so se pojavljali skozi 20. stoletje.
- Davis, Raymond. The Book of Pontiffs (Liber Pontificalis). Liverpool: University of Liverpool Press, 1989. ISBN 0-85323-216-4. An English translation for general use, but not including scholarly notes.
  - Davis, Raymond. The Book of Pontiffs (Liber Pontificalis). Second Edition. Liverpool: University of Liverpool Press, 2000. ISBN 0-85323-545-7. Stops with Pope Constantine, 708–15; contains an extensive and up to date bibliography,
  - Davis, Raymond. "The Lives of the Eighth Century Popes." Liverpool: University of Liverpool Press, 1992. From 715 to 817.
  - Davis, Raymond. "The Lives of the Ninth Century Popes" Liverpool: University of Liverpool Press, 1989. From 817 to 891.